# Anders Andersson i Skavestad
Anders Andersson (i riksdagen kallad Andersson i Skavestad), född 5 december 1769 i Askeby socken, död 3 oktober 1824 i Törnevalla socken, var en svensk riksdagsman i bondeståndet.
Andersson företrädde Memmings, Skärkinds och Åkerbo härader av Östergötlands län vid riksdagarna 1809–1810, 1810, 1812 och 1823. Riksdagarna 1810 och 1823 representerade han även Bankekinds och Hanekinds härader.
Vid riksdagen 1809–1810 var han ledamot i statsutskottet. Han var ledamot i bondeståndets enskilda besvärsutskott, i statsutskottet och i särskilda utskottet samt suppleant för fullmäktige i riksbanken vid 1812 års riksdag. Vid riksdagen 1823 var han ledamot i statsutskottet och i opinionsnämnden.